# Svarttjärnen (Åre socken, Jämtland, 705248-134716)
Svarttjärnen är en sjö i Åre kommun i Jämtland och ingår i Indalsälvens huvudavrinningsområde.